# Lista över falska vänner mellan svenska och övriga nordiska språk
Falska vänner mellan rikssvenska och svenska dialekter och andra nordiska språk.

(da=danska, no=norska, nb=bokmål, nn=nynorsk, is=isländska, fo=färöiska, vb=västerbottniska)
| Danskt/norskt/dialektalt ord                                                                                               | Korrekt svensk översättning                                                            | Liknande svenskt ord                  | Danskt/norskt/dialektalt ord för det liknande svenska                                                       |
| --- | -------------------------------------------------------------------------------------- | ------------------------------------- | --- |
| aga (jämtska), age (no) | respekt, vördnad                                                                       | aga                                   | |
| afrette (da,nb) | dressera (till exempel hundar) (da,nb); göra rät (t.ex. en mur) (nb)                   | avrätta                               | henrette (da,nb), avrette (nn,nb)                                                                           |
| anbefale (da,no) | rekommendera (anbefalla, men är inte daglig svenska)                                   | befalla                               | beordre |
| anledning (no) | tillfälle (t.ex. inget tillfälle att ringa)                                            | anledning, orsak                      | grunn, årsak (no)                                                                                           |
| anråbe (da) | påkalla, bönfalla                                                                      | anropa                                | ringe |
| artig (no), artu (jämtska)                                                                                                 | lustig, rolig                                                                          | artig                                 | høflig (no)                                                                                                 |
| bad (da) | dusch                                                                                  | bad                                   | (också) bad                                                                                                 |
| badutspring (da) | krumsprång                                                                             | simhopp                               | udspring |
| bagvaske (da), bakvaske (no)                                                                                               | baktala                                                                                | tvätta baken                          | vaske bagdelen (da), vaske baken (no)                                                                       |
| baka (jämtska,vb) | bakom (jämtska), [också] bakom; kniv- eller bokrygg (vb)                               | baka                                  | baka på (jämtska)                                                                                           |
| bana, ban (vb) | järnväg                                                                                | bana                                  | |
| børnemorderske (da), barnemorderske (no)                                                                                   | barnamörderska                                                                         | barnmorska                            | jordemor (da), jordmor (no)                                                                                 |
| bedrift (da,no) | företag, (bedrift)                                                                     | bedrift                               | bragd (no)                                                                                                  |
| befare (no) | trafikera, inspektera                                                                  | befara                                | frykte for                                                                                                  |
| befængt (da), befengt (no)                                                                                                 | smittad                                                                                | befängt                               | urimeligt, dumt (da,no)                                                                                     |
| begrunne (no) | motivera                                                                               | begrunda                              | tenke over                                                                                                  |
| beskytte (da,no) | beskydda                                                                               | beskjuta                              | beskyte (no)                                                                                                |
| betjent (da) | poliskonstapel, servitör                                                               | betjänt                               | tjener |
| betænksom (da) | omtänksam                                                                              | betänklig                             | tvivlsom |
| bevidst (da), bevisst (no)                                                                                                 | medveten                                                                               | bevisad                               | beviset (no)                                                                                                |
| bjørnebær (da) | åkerbär                                                                                | björnbär                              | brombær (da)                                                                                                |
| blomme (da), blomma (fo)                                                                                                   | plommon, äggula                                                                        | blomma                                | blomst, blóma (fo)                                                                                          |
| blus (da) | bloss                                                                                  | blus                                  | bluse |
| blå mandag (da), blå mandag (nb), blå måndag (nn)                                                                          | måndagssjuka, ledig utan lov på grund av baksmälla                                     | blåmåndagen, dagen efter palmsöndagen | [också] blå mandag (da), blå mandag (nb), blå måndag (nn)                                                   |
| blød (da), bløt (no) | mjuk                                                                                   | blöt                                  | våt, sur |
| bolle (da) | knulla                                                                                 | bolla                                 | spille bold                                                                                                 |
| brander (da) | dum vits                                                                               | brand                                 | brand (da), brann (no)                                                                                      |
| bremse (da) | styng                                                                                  | broms                                 | klæg (da)                                                                                                   |
| brænde af (da) | lura                                                                                   | bränna, tända på                      | brænde |
| brus (no) | läskedryck                                                                             | brus                                  | støy, (et) brus                                                                                             |
| (ikke) bryde sig om | ogilla                                                                                 | (inte) bry sig om                     | være ligeglad med                                                                                           |
| brøde (da), brøde (no) | förseelse                                                                              | bröd                                  | brød |
| bus (da) | buss                                                                                   | bus                                   | sjov og ballade (da)                                                                                        |
| by (da,no), býur (fo) | stad                                                                                   | by                                    | landsby (da), bygd, grend, landsby (no), bygd (fä)                                                          |
| bypolitik (da), bypolitikk (no)                                                                                            | kommunalpolitik, stadspolitik                                                          | bypolitik                             | sognerådspolitik (da)                                                                                       |
| båll (jämtska) | testikel                                                                               | boll                                  | |
| bæsj (no) | bajs                                                                                   | bärs (öl)                             | øl |
| bøg (da) | bok (träd)                                                                             | bög                                   | bøsse |
| bøger (da) (ental: bog) | böcker (ental: bok)                                                                    | bögar                                 | bøsser |
| børnebidrag (da), barnebidrag (no)                                                                                         | underhåll (från förälder som separerat)                                                | barnbidrag (sv)                       | børnecheck, barnetrygd                                                                                      |
| børnetilskud (da) | extra barnbidrag vid behov                                                             | tillskott i barnaskaran               | |
| bøsse (da) | bög                                                                                    | bössa                                 | Gevær, alt. bøsse i betydelsen gevär                                                                        |
| damp (da,no) | ånga                                                                                   | DAMP                                  | DAMP |
| dannet (da,no) | bildad                                                                                 | danad                                 | skabt (da), skapt (no)                                                                                      |
| dige (da), dike (no) | vall                                                                                   | dike                                  | grøft (da,no)                                                                                               |
| dreng (da), drengur (is)                                                                                                   | pojke                                                                                  | dräng                                 | karl (da), gardsgutt (no)                                                                                   |
| dyr (da,no) | djur                                                                                   | dyr                                   | dyr, dyrebar (da,no)                                                                                        |
| døgnflue (da,no) | dagslända                                                                              | dyngfluga                             | gødningsflue (da)                                                                                           |
| dåd (da) | (hjälte)bragd                                                                          | dåd                                   | |
| enkelt (da,no) | enstaka                                                                                | enkelt                                | lett |
| enkeltbekkasin (da) | dvärgbeckasin                                                                          | enkelbeckasin                         | dobbeltbekkasin (da)                                                                                        |
| enkelthet (no) enkelthed (da)                                                                                              | detalj                                                                                 | enkelhet                              | letthet |
| ens (no), eins (is) | lika                                                                                   | icke ens                              | ikke engang (no), ekki einu sinni (is)                                                                      |
| femtal (da) | femma, siffran 5                                                                       | femtal                                | |
| fiol (no) | viol                                                                                   | fiol                                  | fiolin, fele                                                                                                |
| fly (no, da) | flyga, flygplan                                                                        | fly                                   | flykte (no), flygte (da)                                                                                    |
| flytning (da) | flyttning                                                                              | flytning                              | udflåd (da)                                                                                                 |
| fløyte (no), fløjte (da)                                                                                                   | visselpipa                                                                             | flöjt                                 | fløjte - i betydelsen musikinstrument (tværfløjte, blokfløjte)                                              |
| fløde (da) | grädde                                                                                 | flöde                                 | strømning (da,no), flyt (no)                                                                                |
| fløte (no) | grädde                                                                                 | flöte                                 | flåd (da), dupp (no)                                                                                        |
| fold (no) | veck                                                                                   | fåll                                  | fald |
| forlate (no), forlade (da)                                                                                                 | överge, lämna                                                                          | förlåta                               | tilgi |
| formue (no) | förmögenhet                                                                            | förmåga                               | evne |
| formål (da,no) føremål (nn)                                                                                                | ändamål, syfte                                                                         | föremål                               | genstand (da), gjenstand (no)                                                                               |
| forretning (da,no) | affär, butik                                                                           | förrättning (tjänsteresa)             | arbeid, tjeneste                                                                                            |
| forstand (no) | förståelse, betydelse                                                                  | förstånd                              | forståelse (no)                                                                                             |
| forstyrre (da), (no) | oroa, störa                                                                            | förstöra                              | ødelegge |
| forstørre (no) | förstora                                                                               | förstöra                              | ødelegge |
| fortelle (no) | berätta                                                                                | förtala                               | bakvaske |
| forsynet (da), forsynt (no)                                                                                                | försedd, belåten                                                                       | försynt (blygsamt)                    | beskjeden (no)                                                                                              |
| foråret (da) | våren                                                                                  | förra året                            | sidste år                                                                                                   |
| frakk (no), frakke (da), frakki (fo)                                                                                       | rock                                                                                   | frack                                 | kjole og hvidt (fras på inbjudningskort), klædningur (fo)                                                   |
| fremdeles (no) | fortfarande                                                                            | framdeles                             | senere |
| framifrå (no, mest nn) | utmärkt                                                                                | framifrån                             | forfra |
| frikadeller (da) | köttbullar                                                                             | frikadeller                           | kødboller                                                                                                   |
| frisk (da,no) | färsk                                                                                  | frisk                                 | rask |
| frokost (da) | lunch                                                                                  | frukost(sv), frokost(no)              | morgenmad                                                                                                   |
| frygtløs (da), fryktløs (no)                                                                                               | oförfärad, orädd                                                                       | fruktlös                              | frugtesløs, forgæves (da), fruktesløs, forgjeves (no)                                                       |
| fugletræk (da), fugletrekk (no)                                                                                            | fågelsträck                                                                            | fågelträck                            | afføring fra fugle (da)                                                                                     |
| ful (no) | slug, illmarig                                                                         | ful                                   | stygg |
| ful (jämtska) | elak, ondsint, grym                                                                    | ful                                   | gjöt, ljöt, stygg (jämtska)                                                                                 |
| fyndig (no) | eftertrycklig                                                                          | fyndig (påhittig)                     | oppfinnsom                                                                                                  |
| fyre (no) | elda                                                                                   | fyra (4)                              | fire |
| færge (da), ferge (no) | färja                                                                                  | färg                                  | farve |
| ganske (da) | mycket                                                                                 | ganska                                | temmelig |
| gederams (da), geitrams (no)                                                                                               | mjölke                                                                                 | getrams                               | kantet konval (da), kantkonvall (no)                                                                        |
| gjenta (no) | upprepa                                                                                | jänta                                 | pike |
| gidsel (da) | gisslan                                                                                | gissel                                | svøbe |
| gissel (no) | gisslan                                                                                | gissel                                | svøpe |
| glass (no) | glas                                                                                   | glass                                 | is, iskrem                                                                                                  |
| glasøjne (da) | emaljögon                                                                              | glasögon                              | briller |
| glente (da) | glada                                                                                  | glänta                                | lysning (da)                                                                                                |
| gløgg (no), gløggur (fo), glöggur (is)                                                                                     | kvick, snartänkt                                                                       | glögg                                 | (jule)gløgg (no), gløgg (fo), glögg (is)                                                                    |
| grend (no) | by                                                                                     | gränd                                 | smug, smau                                                                                                  |
| grina (skånska), grine (da)                                                                                                | skratta, flina                                                                         | grina                                 | græde (da)                                                                                                  |
| grundlag (da), grunnlag (no)                                                                                               | grundval, fundament                                                                    | grundlag                              | grundlov |
| grøt (no) | (frukt)kräm                                                                            | gröt                                  | (också) grøt                                                                                                |
| gullig (da) | gulaktig                                                                               | gullig                                | nuttet (da)                                                                                                 |
| gås (jämtska) | smör                                                                                   | gås                                   | |
| hane (da) | tupp; (vatten)kran                                                                     | hane (hanne)                          | han |
| have (da) | trädgård, park (jfr hage)                                                              | hav, hava                             | |
| hengsel (no), hængsel (da)                                                                                                 | gångjärn                                                                               | hängsle                               | bukseseler                                                                                                  |
| herbergi (is) | rum                                                                                    | härbärge                              | húsaskjól, gistiheimili                                                                                     |
| hestehov (da) | pestskråp                                                                              | hästhov                               | følfod (da)                                                                                                 |
| hestetunge (da) | ostronört                                                                              | hästtunga                             | femtunge (da)                                                                                               |
| hjul (da) | fiskerulle                                                                             | hjul                                  | hjul |
| horn (no) | giffel                                                                                 | horn                                  | (också) horn                                                                                                |
| hospitalsmæssig (da) | som angår sjukhus                                                                      | hospitalsmässig                       | |
| hurtig (da,no) | snabb                                                                                  | hurtig                                | kjekk |
| husere (da) | hemsöka, härja                                                                         | husera                                | |
| hospital (da) | sjukhus                                                                                | hospital                              | psykiatrisk hospital (da)                                                                                   |
| hvidmos (da) | blåmossa                                                                               | vitmossa                              | tørvemos (da)                                                                                               |
| hygge (da) | trivsel                                                                                | hygge                                 | skovrydning (da)                                                                                            |
| hyggelig (no) | trevlig                                                                                | hygglig                               | velvillig, snill (no)                                                                                       |
| hæl (no) | skoklack                                                                               | häl                                   | (också) hæl                                                                                                 |
| hærskare (da) | härskara                                                                               | härskare                              | hersker |
| høg (da) | hök                                                                                    | hög                                   | høj |
| høst (da) | skörd                                                                                  | höst (sv), høst (no)                  | efterår (da)                                                                                                |
| høvelig (no) | passande                                                                               | hövlig                                | høflig |
| innstille, innstillt (no)                                                                                                  | nominera, nominerad                                                                    | ställa in, inställt                   | kansellere, kansellert                                                                                      |
| illska (is) | ondska, elakhet                                                                        | ilska                                 | reiði |
| is (da, no), ís (is), ísur (fo)                                                                                            | glass                                                                                  | is                                    | (också) is / ís                                                                                             |
| især (no) | i synnerhet                                                                            | i sär                                 | i stycker, fra hverandre                                                                                    |
| jyde (da) | jute                                                                                   | jude                                  | jøde |
| karamel (da) | kola                                                                                   | karamell                              | bolsje (da)                                                                                                 |
| kasse (da,no) | kartong, låda, skrin                                                                   | kasse                                 | bærenett (no), bærepose (da)                                                                                |
| kilde (da) | källa                                                                                  | kille                                 | fyr |
| killing (da) | kattunge (jfr källing)                                                                 | killing                               | kid |
| kirke (da) | kyrka                                                                                  | Kirke                                 | |
| kittel (da) | (läkar)rock                                                                            | kittel                                | kedel |
| kjerr (no) | snår                                                                                   | kärr                                  | sump, myr                                                                                                   |
| kjole (da,no), kjóli (fo)                                                                                                  | klänning                                                                               | kjol                                  | nederdel (da), skjørt (no)                                                                                  |
| klemme (no) | krama (sv), kramme (da)                                                                | klämma                                | klemme |
| klinte (da) | klätt                                                                                  | klint                                 | 1. knopurt 2. kystskrænt (da)                                                                               |
| klosset (no) | klumpig                                                                                | klosett (toan)                        | do |
| kneppe (da) | knulla                                                                                 | knäppa                                | knappe (da)                                                                                                 |
| kone (da) | fru, hustru                                                                            | kona                                  | |
| korn (da) | säd                                                                                    | korn                                  | byg (da) |
| kraft (no) | spad                                                                                   | kraft                                 | styrke |
| krage (da) | kråka                                                                                  | krage                                 | krave |
| krangel/krangle (no) | gräl/gräla                                                                             | krångel/krångla                       | være i ulage (om en apparat)                                                                                |
| krigen (da, no) | kriget                                                                                 | krigen                                | krigene (da,no)                                                                                             |
| kro (da) | gästgivargård/hotell                                                                   | krog                                  | krog |
| krog (da) | krok                                                                                   | krog                                  | kro |
| kry (no) | morsk, kavat, stolt                                                                    | kry                                   | rask, kjekk (no)                                                                                            |
| krydsild (da) | korseld                                                                                | kryddsill                             | krydret sild                                                                                                |
| kræft (da) | cancer                                                                                 | kräfta                                | krebs |
| kræfter (da) | (muskel)kraft                                                                          | kräftor                               | krebser |
| kuk (med kort u da) | 1. gökens läte, 2. ngt. vansinnigt                                                     | kuk                                   | pik |
| kulde (uttalas kulle) | köld, kyla                                                                             | kulle                                 | haug, høyde, kolle                                                                                          |
| kullager (da) | kolförråd                                                                              | kullager                              | kuglelejer                                                                                                  |
| kunstig (da,no) | konstgjord, konstlad                                                                   | konstig                               | rar, eiendommelig (no)                                                                                      |
| kurv (da,no) | korg                                                                                   | korv                                  | pølse |
| kusine (da,no) | kusin (endast kvinnlig)                                                                | kusin                                 | fætter (manlig), kusine (kvinnlig)                                                                          |
| kusse (da; V!) | fitta (V!)                                                                             | kossa                                 | ko, "muh-ko"                                                                                                |
| kvarter (da) | 15 minuter; (större) stadsdel                                                          | kvarter                               | |
| kvikk (no) | livlig, munter                                                                         | kvick (humoristisk)                   | vittig |
| kåd (da) | livlig                                                                                 | kåt                                   | liderlig |
| kølevæske (da) | kylmedel                                                                               | kylväska                              | køletaske                                                                                                   |
| lag (is) | metod, melodi/låt                                                                      | lag                                   | lög (pl.), (is)                                                                                             |
| lage (no) | förfärdiga. ställa till med                                                            | laga                                  | reparere (no), remontera (finlands-sv)                                                                      |
| laste ned (no) | ladda ned (internet)                                                                   | lasta ned                             | |
| lazaret (da) | fältlasarett                                                                           | lasarett                              | hospital (da)                                                                                               |
| le (da,no) | skratta                                                                                | le                                    | smile (da,no)                                                                                               |
| le (skånska) | elak (jfr. den lede fi)                                                                | le                                    | |
| lempelig (no) | lindrig, skonsam                                                                       | lämplig                               | passelig, høvelig                                                                                           |
| lidelse (da,no) | lidande; sjukdom                                                                       | lidelse                               | lidenskap (no)                                                                                              |
| lige (da) | just/precis                                                                            | lika                                  | ens (da) |
| líka (is (både verb och adverb))                                                                                           | också (adv), tycka om (verb)                                                           | lika                                  | jafn- ("jafnstór" = lika stor), samur, sams konar ("sömu laun fyrir sömu vinnu" = lika lön för lika arbete) |
| limma (skånska) | sopa                                                                                   | limma                                 | |
| lov (da,no) | lag                                                                                    | lov (ledighet)                        | ferie (no)                                                                                                  |
| lovlig (da,no) | laglig                                                                                 | lovlig                                | |
| lure på (no/värmländska)                                                                                                   | fundera på                                                                             | lura någon                            | |
| lukke | stänga                                                                                 | lucka                                 | luge |
| læge (da), lege (no) | läkare                                                                                 | läge                                  | beliggenhed;situation (da) beliggenhet;situasjon (no)                                                       |
| mage (da) | maka                                                                                   | mage                                  | mave |
| mangel (da) | brist, avsaknad                                                                        | mangel                                | strygerulle                                                                                                 |
| mappe (no) | portfölj                                                                               | mapp                                  | |
| mark (no) | mask (djur)                                                                            | mark                                  | (också) mark?                                                                                               |
| marsvin (da) | tumlare                                                                                | marsvin                               | också marsvin                                                                                               |
| mat (no) | smörgås                                                                                | mat                                   | |
| medaljør (da) | medaljgravör                                                                           | medaljör                              | |
| merkelig (no) | märkvärdig                                                                             | märklig                               | bemerkelsesverdig, betydelig (no)                                                                           |
| midlertidig (da, no) | tillfällig                                                                             | medeltida                             | middelalders                                                                                                |
| middelalder (da,no), miðøld (fo)                                                                                           | medeltid (hist. period)                                                                | medelålders                           | midaldrende (da), middelaldrende (no), miðaldrandi (fo)                                                     |
| mis (da) | kvinnligt könsorgan                                                                    | miss                                  | fejl |
| mug (da) | mögel                                                                                  | mugg                                  | krus (da)                                                                                                   |
| mygblomst | myggnycklar                                                                            | myggblomster                          | hjertelæbe                                                                                                  |
| måle (da,no) | mäta                                                                                   | måla                                  | male |
| må (no, da) | måste                                                                                  | må                                    | føle |
| målmand (da) | målvakt                                                                                | målsman                               | værge |
| mås (da) | stjärt                                                                                 | mås                                   | måve |
| måske (da) | kanske                                                                                 | moské                                 | moske |
| nødig (no), nöudu, neudu (vb)                                                                                              | ogärna (no), ovillig (vb)                                                              | nödig                                 | nødvendig (no)                                                                                              |
| nøyaktig (no) | noggrann, exakt                                                                        | nöjaktig                              | tillfredstillende                                                                                           |
| nøysom (no) | förnöjsam                                                                              | nöjsam                                | fornøyelig                                                                                                  |
| ohyr (jämtska) | monster, skällsord                                                                     | ohyra                                 | bææt |
| omkjøring (no), omkørsel (da)                                                                                              | omväg, omläggning                                                                      | omkörning                             | forbikjøring (no), overhaling (da)                                                                          |
| ond (da) | elak                                                                                   | ond                                   | |
| orm (da) | mask (djur)                                                                            | orm                                   | slange |
| orsak! (nn) | förlåt!                                                                                | orsak                                 | |
| overse (no) | förbise                                                                                | överse                                | bære over med                                                                                               |
| padde (da) | groddjur, amfibie                                                                      | padda                                 | tudse (da)                                                                                                  |
| pensionær (da) | inackordering                                                                          | pensionär                             | pensionist (da)                                                                                             |
| pige (da), pike (no) | flicka                                                                                 | piga                                  | stuepige (da), stuepike (no)                                                                                |
| pik (da) | pick                                                                                   | pik                                   | hib (da) |
| pindsvin (da), pinnsvin (no)                                                                                               | igelkott                                                                               | piggsvin                              | hulepindsvin (da)                                                                                           |
| planere (no) | platta till                                                                            | planera                               | planlegge (no), planlægge (da)                                                                              |
| pule (no) | knulla                                                                                 | pula                                  | sysselsätta sig med                                                                                         |
| prov (no) | bevis                                                                                  | prov                                  | prøve |
| præstekrave | strandpipare                                                                           | prästkrage                            | hvid okseøje, marguerit                                                                                     |
| purre (no), porre (da) | purjolök                                                                               | puré                                  | stappe |
| purløg (da) | gräslök                                                                                | purjolök                              | porre (da)                                                                                                  |
| pussig (no) | underlig1                                                                              | pussig                                | pløsen, bleikfeit                                                                                           |
| putevar (no) | örngott                                                                                | kuddvar                               | |
| pølse (da,no) | korv                                                                                   | pölsa                                 | svensk ret af kogt, hakket kød og byggryn                                                                   |
| rar (no) | konstig, egendomlig, underlig, sällsynt                                                | rar                                   | snill, søt (no)                                                                                             |
| rask (no) | frisk                                                                                  | rask                                  | hurtig (no)                                                                                                 |
| regissør (da) | inspicient                                                                             | regissör                              | instruktør                                                                                                  |
| retning (da) | riktning                                                                               | retning                               | |
| rokk | spinnrock, cykel (slang)                                                               | rock                                  | frakk |
| rolig (da,no,vb) rólegur (is)                                                                                              | lugn, stilla                                                                           | rolig                                 | sjov (da), morsom (no), morasam, lostelig (vb), skemmtilegur (is)                                           |
| romer (da) | romare                                                                                 | romer                                 | romaer |
| rómur (is) | röst, erkännande                                                                       | romer                                 | rómafólk, rómanir                                                                                           |
| rúm (is) | säng                                                                                   | rum                                   | herbergi |
| rummet (da), rommet (no)                                                                                                   | rymden                                                                                 | rummet                                | værelset, (också) rummet/rommet                                                                             |
| rømme (no) | sur tjock grädde                                                                       | rymma                                 | (också) rømme?                                                                                              |
| rånere (no) | raggare (plural)                                                                       | rånare                                | raner |
| samlag (no, is) | bolag, förlag, andelsföretag, förening, (1871–1916 spritbutik i Norge)                 | samlag                                | samleje, samleie (no)                                                                                       |
| sandhed (da) | sanning                                                                                | sandhed                               | |
| sau (no) | får (sv+da)                                                                            | sugga (dialektalt: so)                | |
| sekretær (no) | sekreterare                                                                            | sekretär                              | |
| semester (da,no) | (studie)halvår, termin                                                                 | semester                              | ferie |
| siv (da) | tåg (växt)                                                                             | säv                                   | kogleaks (da)                                                                                               |
| skede (da,no) | slida                                                                                  | skede                                 | fase, trin (ex. udviklingsfase)                                                                             |
| skid (da) | skit                                                                                   | skid                                  | ski |
| skikkelig (da,no) | bra, rejäl, allmänt förstärkningsord                                                   | skicklig                              | flink (no)                                                                                                  |
| skjønne (no) | förstå, uppfatta                                                                       | sköna                                 | behagelige                                                                                                  |
| skjønt (no) | fastän, ehuru                                                                          | skönt                                 | behagelig                                                                                                   |
| slange (da,no) | orm                                                                                    | slang                                 | (också) slange                                                                                              |
| skjerf (no) | scarf/halsduk                                                                          | skärp                                 | belte |
| snekke (no) | liten motorbåt                                                                         | snäcka                                | snegl, sneglehus                                                                                            |
| snor (da,no) | snöre                                                                                  | snor                                  | snot (da), snørr (no)                                                                                       |
| snylterod | tallört                                                                                | snyltrot                              | gyvelkvæler                                                                                                 |
| snøre (da,no) | metrev, fiskelina                                                                      | snöre                                 | snor |
| snål (no) | underlig, konstig                                                                      | snål                                  | gjerrig |
| sokker (da), sokkar (is,fo)                                                                                                | sockor (sockar)                                                                        | socker                                | sukker (da), sukur (fo)                                                                                     |
| sort (da) | svart                                                                                  | sort                                  | slags, type, (sort användas dock om växtsorter)                                                             |
| spektakel (da) | buller, oväsen                                                                         | spektakel                             | forestilling (ex. teaterforestilling)                                                                       |
| spindler (da) | spindeldjur                                                                            | spindel                               | edderkop (da), edderkopp (no)                                                                               |
| springe (da) | hoppa                                                                                  | springa                               | løbe (da)                                                                                                   |
| spøge (da), spøke (no) | skämta                                                                                 | spöke                                 | spøkelse |
| stang (da) | också fiskespö                                                                         | stång                                 | stang |
| stadig (da,no) | ständigt, fortfarande                                                                  | stadig                                | stabil, holdbar                                                                                             |
| sted (da,no), stað (fo), staður (is)                                                                                       | plats, ställe                                                                          | stad                                  | by, býur (fo), bær/borg (is)                                                                                |
| stemme (da) | rösta                                                                                  | stämma                                | |
| sterke saker (no) | starkvaror = sprit                                                                     | stärksaker                            | stivetøy |
| stærke saker (da) | en tuff upplevelse                                                                     | stärksaker                            | |
| stok (da) | käpp                                                                                   | stock                                 | tømmerstok                                                                                                  |
| stue (da,no) | vardagsrum; bottenvåning                                                               | stuga                                 | hytte (no, da)                                                                                              |
| straks (da,no), strax (is)                                                                                                 | omedelbart                                                                             | strax (om en liten stund)             | uttrycken "lige straks" (da), "alveg strax" (is)                                                            |
| stygg (no) | ful                                                                                    | stygg (elak)                          | slem |
| styggur (is) | skygg (om djur), irritabel, på dåligt humör (om människor)                             | stygg (elak)                          | andstyggilegur, illur, vondur                                                                               |
| styr (vb) | knuffa, skjuta på                                                                      | styra                                 | |
| svaleurt (da) | skelört                                                                                | svalört                               | vorterod (da)                                                                                               |
| svans (da) | bög                                                                                    | svans                                 | hale (da; hos pattedyr)                                                                                     |
| sverge (no), sværge (da)                                                                                                   | svära                                                                                  | Sverige                               | Sverige |
| svinemælde (da) | vägmålla                                                                               | svinmålla                             | hvidmelet gåsefod (da)                                                                                      |
| synes (da, no) [uttalas syns på no]                                                                                        | tycka/tycker                                                                           | synas/syns                            | |
| syre (da) | syra                                                                                   | syre                                  | ilt (da) |
| såpe, sepe (no), sæbe (da)                                                                                                 | tvål                                                                                   | såpa                                  | grønnsåpe                                                                                                   |
| søskendebørn (da), søskenbarn (no)                                                                                         | kusin                                                                                  | syskonbarn                            | nevø (manlig) (da,no), niece (kvinnlig) (da), niese (kvinnlig) (no)                                         |
| søt (no)? | rar                                                                                    | söt (smak)                            | också(?) |
| taks (da) | idegran                                                                                | tax                                   | gravhund (da)                                                                                               |
| tallrik (no), talrig (da)                                                                                                  | talrik                                                                                 | tallrik                               | tallerken (no,da)                                                                                           |
| tange (no), tangi (is) | näs, udde                                                                              | tång (växt)                           | tang, tare                                                                                                  |
| taske (da), taska (is,fo)                                                                                                  | väska                                                                                  | task                                  | patter |
| tavle (da,no) | skrivtavla                                                                             | tavla                                 | maleri |
| taxa (da) | taxi                                                                                   | taxa                                  | takst (da)                                                                                                  |
| tekke (no) | tycke, behag                                                                           | täcke                                 | teppe |
| tilfældig (da), tilfeldig (no)                                                                                             | av en händelse/slump                                                                   | tillfällig                            | midlertidig (da,no)                                                                                         |
| tilbud (da,no), tilboð (is,fo)                                                                                             | erbjudande                                                                             | tillbud                               | nestenulykke (no), farlig situation (da)                                                                    |
| tilgivelse (da,no) | förlåtelse                                                                             | tillgiven                             | hengiven (da,no)                                                                                            |
| tiltag (da), tiltak (no)                                                                                                   | initiativ                                                                              | tilltag                               | frekt påfunn                                                                                                |
| tjur (da) | tjäder                                                                                 | tjur                                  | tyr (da) |
| torv (da) | torg                                                                                   | torv                                  | tørv |
| trenge (no) | behöva                                                                                 | trängas                               | |
| trækk (da), trekk (no) | dra                                                                                    | tryck                                 | tryk (da), trykk (no)                                                                                       |
| trúa (is) | tro                                                                                    | truga                                 | |
| true (no) | hota                                                                                   | truga                                 | nøde |
| tull (no) | trams                                                                                  | tull                                  | toll |
| type (no) | pojkvän                                                                                | typ (skummis)                         | |
| tømmermænd (da) | [också] "kopparslagare"                                                                | timmermän                             | tømrer |
| have tømmermænd (da) | [också] ha baksmälla                                                                   | timmermän                             | tømrer |
| tøs (da, no) | Om söt, tuff eller jobbig flicka, ofta i grupp: tøser. «Løsaktig» jente (no)           | tös                                   | pige |
| tåge (da), tåke (no) | dimma                                                                                  | tak, tåg                              | |
| ubevægelig (da), ubevegelig (no)                                                                                           | orörlig                                                                                | obeveklig                             | ubønhørlig (da), ubønnhørlig (no)                                                                           |
| uhyre (sb.) (da,no) | monster, odjur                                                                         | ohyra                                 | skadeinsekter, skadedyr (vilket dock också kan vara större djur)                                            |
| uhyre (adj.) (da,no) | enorm, väldig, oerhört                                                                 | ohyra                                 | |
| ukyndig (da) | okunnig                                                                                | okynnig                               | fræk, uforskammet                                                                                           |
| ulige (da) | ojämn, udda (tal)                                                                      | olika                                 | forskellig, varieret, afvekslende (da)                                                                      |
| undertiden (da,no) | ibland; då och då                                                                      | under tiden                           | i mellomtiden/mellemtiden, imens (da,no)                                                                    |
| undskyld! (da) | ursäkta!                                                                               | oskuld                                | uskyld (i rättslig bemärkelse), jomfru                                                                      |
| udsætte (da), utsette (no)                                                                                                 | uppskjuta, senarelägga                                                                 | utsätta                               | fastsætte, afsætte (da), fastsette (no)                                                                     |
| uvillkorlig (no) | ofrivillig                                                                             | ovillkorlig                           | ubetinget                                                                                                   |
| vandstjerne (da) | lånke                                                                                  | vattenstjärna                         | flydende skælløv (da)                                                                                       |
| vaske (da,no), vaska (fo)                                                                                                  | tvätta (da,no), diskbänk, tvättställ (da)                                              | väska                                 | taske (da), koffert (no), taska (fo,is)                                                                     |
| værelse (da,no) | rum av mer privat art, till exempel sovrum, badrum, arbetsrum – men inte om vardagsrum | varelse                               | vesen (no) væsen, skabning (da)                                                                             |
| vedrøre (da) | angå, beträffa                                                                         | vidröra                               | berøre, røre ved (da)                                                                                       |
| vedtagen (da), vedtatt (no)                                                                                                | beslutad                                                                               | vedertagen                            | |
| verdenskrigen (da,no) | världskriget                                                                           | världskrigen                          | verdenskrigene (da,no)                                                                                      |
| veske (no) | portfölj                                                                               | väska                                 | koffert |
| vide (da) | veta                                                                                   | vide                                  | pil (da) |
| vintergrøn | pyrola                                                                                 | vintergröna                           | singrøn |
| vintergæk (da) | snödroppe                                                                              | vintergäck                            | erantis (da)                                                                                                |
| virkning (da,no) | verkan                                                                                 | virkning                              | hækle (da) hekle, hekletøy (no)                                                                             |
| væske (da,no) | vätska                                                                                 | väska                                 | taske (da), koffert (no)                                                                                    |
| åkande (da) | näckros                                                                                | åkande                                | passagerer (i körande transportmedel)                                                                       |
| øgle (da,no) | ödla                                                                                   | ögla                                  | løkke, sløyfe (no)                                                                                          |
| öl (is; numera föråldrat men tämligen vanligt runt mitten av 1900-talet; öl bortsett från lättöl var förbjudet tills 1989) | läsk (sv), brus (no)                                                                   | öl (sv), øl (no,da,fo)                | bjór, öl |

## Källhänvisningar
1. ↑  ”En liten språkbarriär”. tiktok.com. https://www.tiktok.com/@svtsport/video/7333976480508022049.